# Phalaenopsis
Phalaenopsis is een geslacht van ongeveer zestig soorten orchideeën (Orchidaceae).

## Beschrijving
De naam komt van het Griekse "phalaina" wat "mot" betekent, en "opsis" wat "gelijkend" betekent. De benaming beschrijft de bloeiwijze van sommige soorten, die op een vliegende mot of vlinder lijkt.
Ze komen oorspronkelijk in Zuidoost-Azië voor, van de Himalaya tot de eilanden Polillo en Palawan van de Filipijnen en Noord-Australië. Het orchidee-eiland nabij Taiwan is vernoemd naar deze orchidee. Er is weinig bekend over hun habitat en ecologie in de natuur omdat er de laatste decennia weinig veldonderzoek is gedaan.
De meeste soorten zijn epifytische  schaduwplanten; een paar zijn lithofytisch. Typerende plaatsen waar ze in het wild gevonden worden zijn onder het bladerdak van de hoogste bomen in het regenwoud en vochtige laaglandbossen, beschermd tegen direct zonlicht, maar onder dezelfde omstandigheden in seizoensgebonden droge of koele omgevingen. De soorten hebben zich individueel aangepast aan deze drie habitats.
Phalaenopsis groeit monopodiaal. Een opwaarts groeiende wortelstok produceert vanuit zijn top één of twee dikke, vlezige, elliptische bladeren per jaar. De oudere bladeren vallen zo nu en dan af. De plant krijgt op deze manier vier tot vijf bladeren. In heel gunstige omstandigheden kunnen ze tot tien bladeren krijgen. Ze hebben geen pseudobulben. De tros groeit uit de stam tussen de bladeren. Een enkele bloem bloeit meerdere weken in haar volle glorie. Als de plant in huis gehouden wordt, bloeien de bloemstengels gemiddeld twee tot drie maanden.

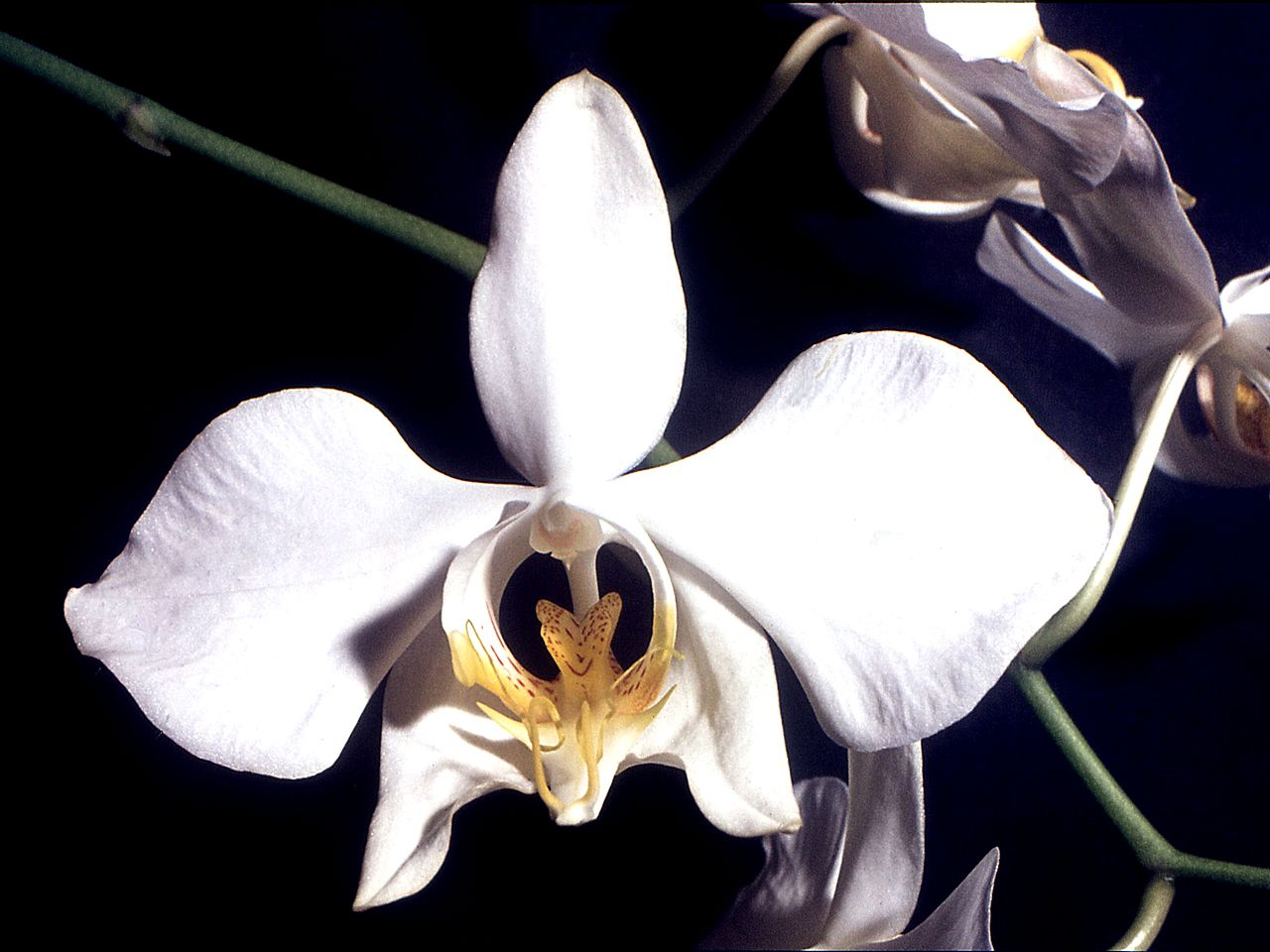
Phalaenopsis amabilis (Maanorchidee)

Phalaenopsis-hybriden worden veel als kamerplant gehouden en er zijn veel cultivars ontwikkeld. De maanorchidee (Phalaenopsis amabilis) is de ouder van veel hybriden. 

## Soortenlijst
- Phalaenopsis amabilis  (L.) Blume (1825)
- Phalaenopsis amboinensis  J.J.Sm. (1911)
- Phalaenopsis aphrodite  Rchb.f. (1862)
- Phalaenopsis appendiculata  Carr (1929)
- Phalaenopsis bastianii  O.Gruss & Roellke (1991)
- Phalaenopsis bellina  (Rchb.f.) Christenson (1995)
- Phalaenopsis buyssoniana  Rchb.f. (1888)
- Phalaenopsis celebensis  H.R.Sweet (1980)
- Phalaenopsis chibae  T.Yukawa (1996)
- Phalaenopsis cochlearis  Holttum (1964)
- Phalaenopsis corningiana  Rchb.f. (1879)
- Phalaenopsis corn u-cervi (Breda) Blume & Rchb.f. (1860)
- Phalaenopsis deliciosa  Rchb.f. (1854)
- Phalaenopsis doweryensis  Garay & Christenson (2001)
- Phalaenopsis equestris  (Schauer) Rchb.f. (1850)
- Phalaenopsis fasciata  Rchb.f. (1882)
- Phalaenopsis fimbriata  J.J.Sm. (1921)
- Phalaenopsis floresensis  Fowlie (1993)
- Phalaenopsis fuscata  Rchb.f. (1874)
- Phalaenopsis gibbosa  H.R.Sweet (1970)
- Phalaenopsis gigantea  J.J.Sm. (1909)
- Phalaenopsis hieroglyphica  (Rchb.f.) H.R.Sweet (1969)
- Phalaenopsis honghenensis  F.Y.Liu (1991)
- Phalaenopsis javanica  J.J.Sm. (1918)
- Phalaenopsis kunstleri  Hook.f. (1890)
- Phalaenopsis lamelligera  H.R.Sweet (1969)
- Phalaenopsis lindenii  Loher (1895)
- Phalaenopsis lobbii  (Rchb.f.) H.R.Sweet (1980)
- Phalaenopsis lowii  Rchb.f. (1862)
- Phalaenopsis lueddemanniana  Rchb.f. (1865)
- Phalaenopsis luteola  Burb. ex Garay (2001)
- Phalaenopsis maculata  Rchb.f. (1881)
- Phalaenopsis malipoensis  Z.J.Liu & S.C.Chen (2005)
- Phalaenopsis mannii  Rchb.f. (1871)
- Phalaenopsis mariae  Burbridge ex R.Warner & H.Williams (1883)
- Phalaenopsis mastersii  King & Pantl. (1897)
- Phalaenopsis micholitzii  Rolfe (1890)
- Phalaenopsis mirabilis  (Seidenf.) Schuit. (2007)
- Phalaenopsis modesta  J.J.Sm. (1906)
- Phalaenopsis mysorensis  C.J.Saldanha (1974)
- Phalaenopsis pallens  (Lindl.) Rchb.f. (1864)
- Phalaenopsis parishii  Rchb.f. (1865)
- Phalaenopsis philippinensis  Golamco ex Fowlie & C.Z.Tang (1987)
- Phalaenopsis pulcherrima  (Lindl.) J.J.Sm. (1933)
- Phalaenopsis pulchra  (Rchb.f.) H.R.Sweet (1968)
- Phalaenopsis regnieriana  Rchb.f. (1887)
- Phalaenopsis reichenbachiana  Rchb.f. & Sander (1882)
- Phalaenopsis robinsonii  J.J.Sm. (1917)
- Phalaenopsis sanderiana  Rchb.f. (1882)
- Phalaenopsis schilleriana  Rchb.f. (1860)
- Phalaenopsis speciosa  Rchb.f. (1881)
- Phalaenopsis stobartiana  Rchb.f. (1877)
- Phalaenopsis stuartiana  Rchb.f. (1881)
- Phalaenopsis sumatrana  Korth. & Rchb.f. (1860)
- Phalaenopsis taenialis  (Lindl.) Christenson & Pradhan (1985)
- Phalaenopsis tetraspis  Rchb.f. (1870)
- Phalaenopsis venosa  Shim & Fowlie (1983)
- Phalaenopsis violacea  H.Witte (1861)
- Phalaenopsis viridis  J.J.Sm. (1907)
- Phalaenopsis wilsonii  Rolfe (1909)
- Phalaenopsis zebrina  Teijsm. & Binn. (1862)

## Galerij

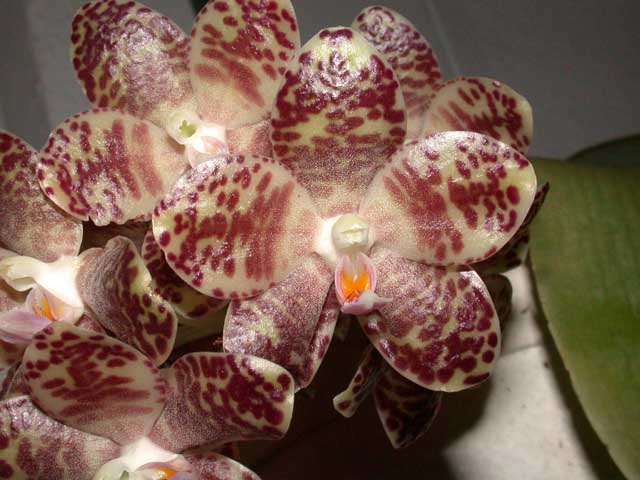
Bloem
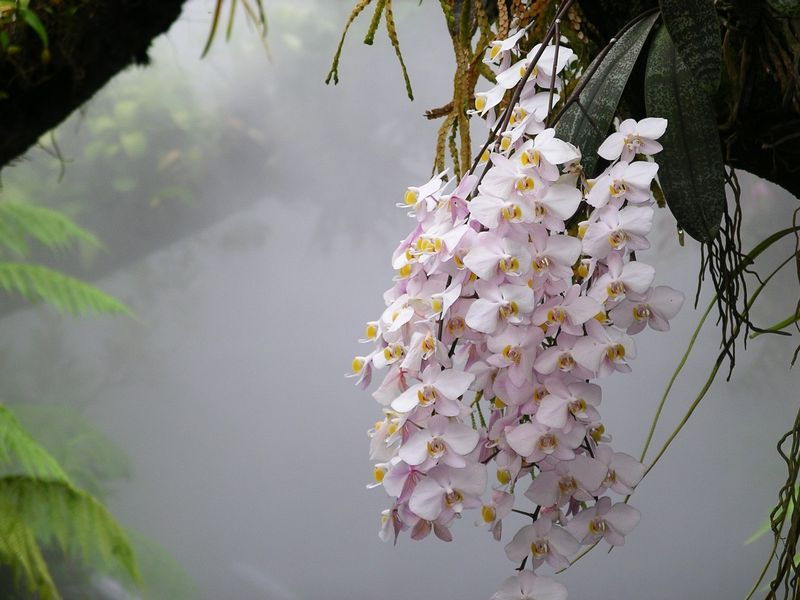
Bloem
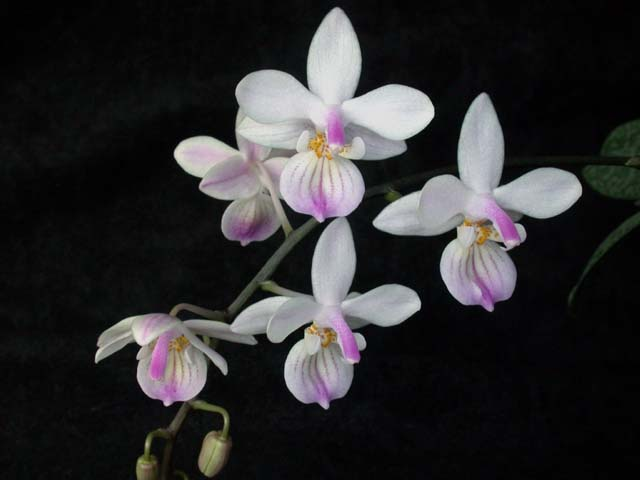
Bloem
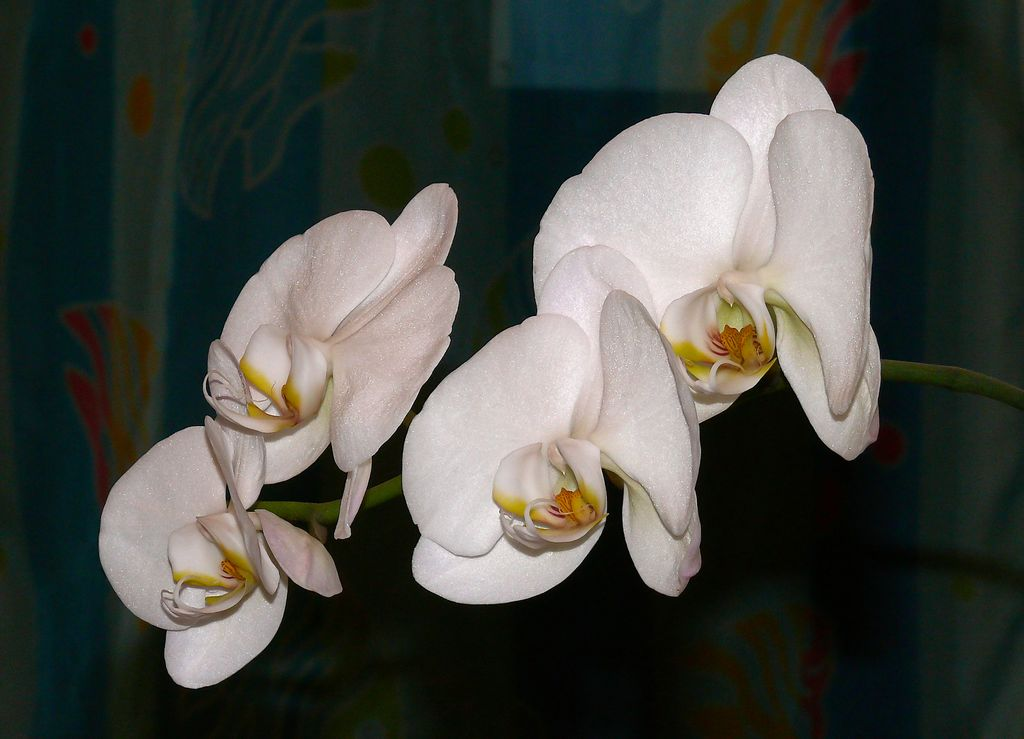
Phalaenopsis aphrodite